# Vrouwenparkeerplaats

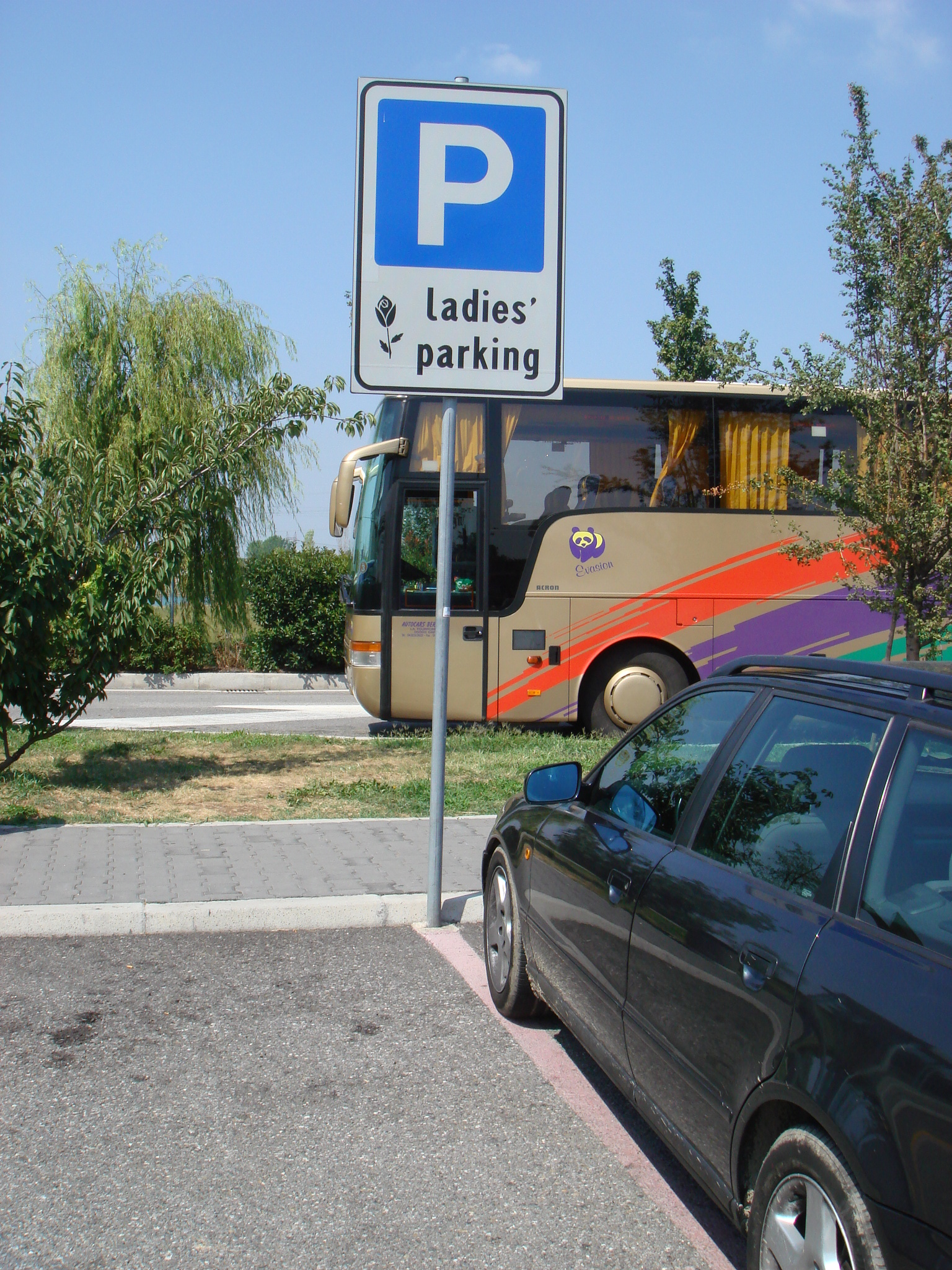
Vrouwenparkeerplaats in Italië

Een vrouwenparkeerplaats (Duits: Frauenparkplatz) is een parkeerplaats die vrijgehouden dient te worden voor vrouwelijke automobilisten. Dergelijke parkeerplaatsen zijn met name in Duitsland te vinden in parkeergarages en andere openbare parkeergelegenheden.
Het initiatief voor het creëren van vrouwenparkeerplaatsen is genomen om vrouwen een veiliger gevoel te geven. Zo hoeven vrouwen die alleen lopen niet meer grote afstanden af te leggen in een afgelegen parkeerterrein, straat, etc.
In bijvoorbeeld Noordrijn-Westfalen en Sleeswijk-Holstein is in de garageverordening opgenomen dat vrouwenparkeerplaatsen:
- als zodanig gemarkeerd dienen te worden.
- in de nabijheid van de entree moeten liggen.
- zich in het zicht van de garagebewaker of videocamera’s dienen te bevinden en dat trappenhuizen en liften met een alarminstallatie in de directe nabijheid moeten zijn uitgerust.

In Nederland is soms een vrouwenparkeerplaats beschikbaar bij hotels en in grote parkeergarages.

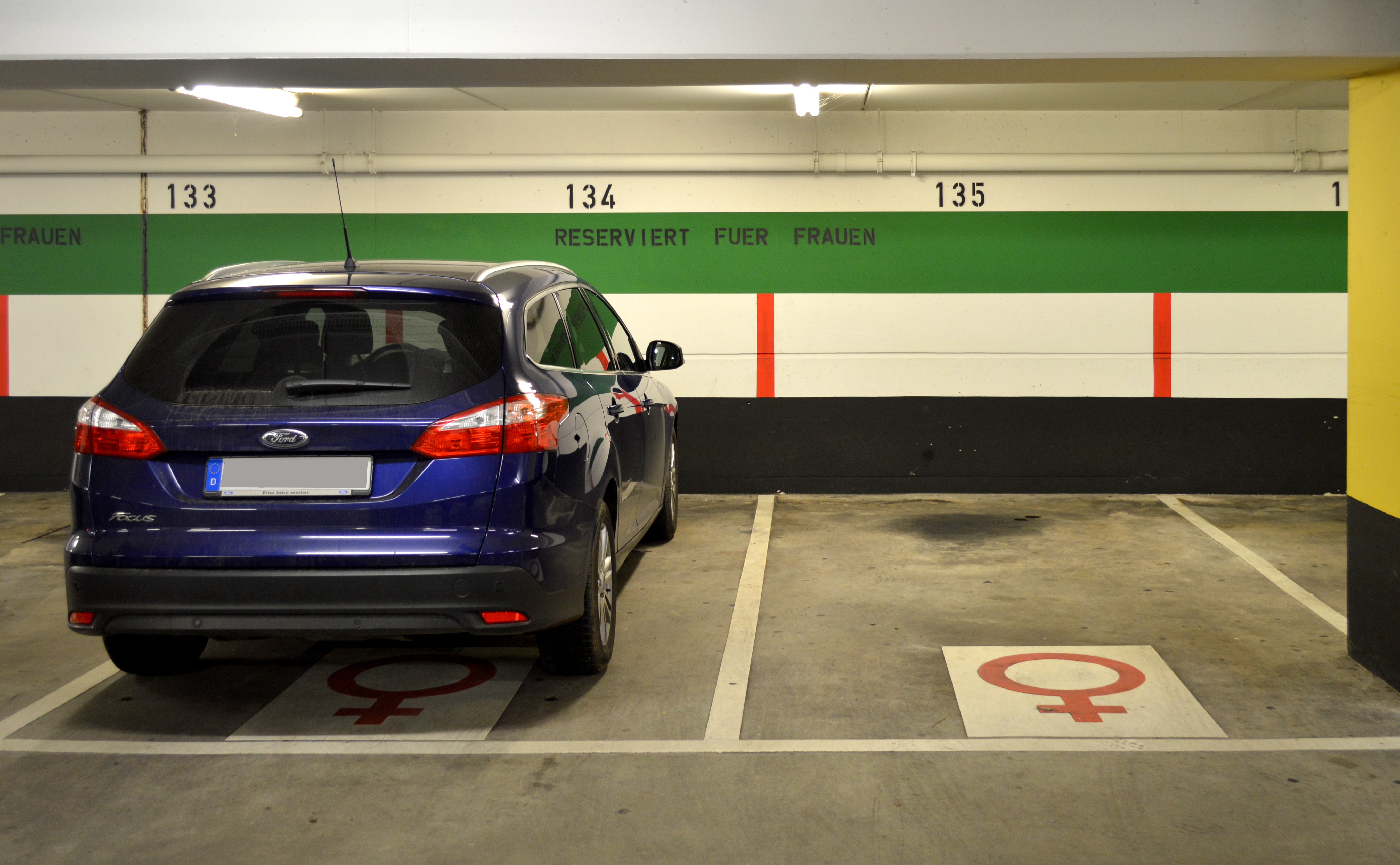
Vrouwenparkeerplaatsen in Keulen
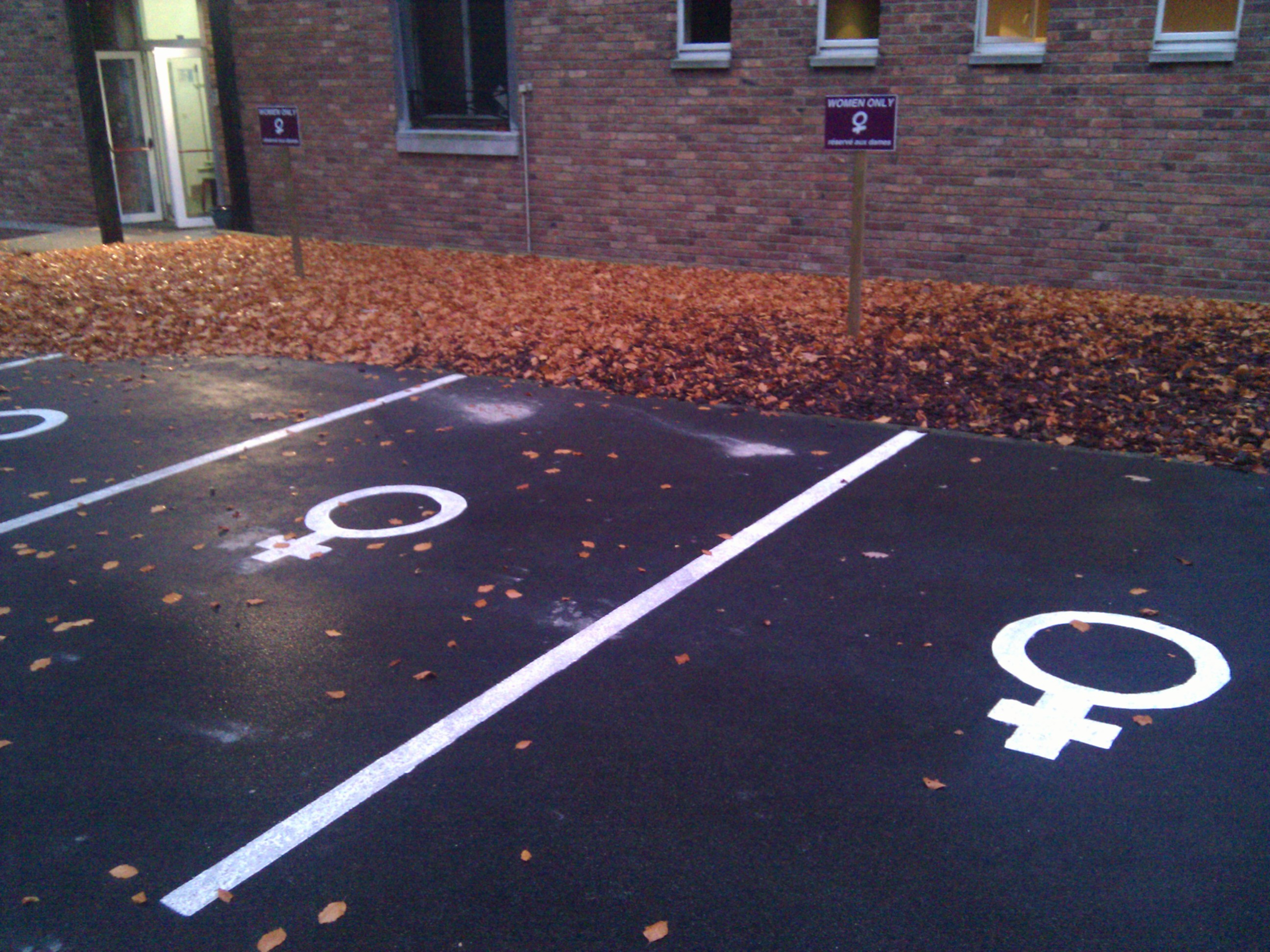